# Multiplicateur du commerce extérieur
Le multiplicateur du commerce extérieur désigne en économie l'effet par lequel une exportation provoque une augmentation de la croissance économique en chaîne au sein du système économique.

## Principes
L'exportation stimule la croissance. En effet, l'exportation produit une variation de la croissance plus que proportionnelle à la stricte valeur de l'exportation. Pour fonctionner pleinement, le produit de l'exportation doit être consommé dans au sein de l'économie nationale, et non épargné ou utilisé pour importer. Lorsque le produit de l'exportation est consommé au niveau national, alors il provoque une augmentation des dépenses et des revenus en chaîne de manière similaire à l'effet d'une politique budgétaire. 
Dans une économie ouverte, le multiplicateur du commerce extérieur est moindre que le multiplicateur keynésien intérieur, car dans une économie ouverte le revenu domestique peut être utilisé pour consommer des produits étrangers. Le multiplicateur keynésien intérieur est lui-même moins importante en économie ouverte qu'en économie fermée du fait de ces mêmes fuites macroéconomiques.

## Historique
Fritz Machlup est généralement considéré comme le père du multiplicateur du commerce extérieur. Il identifie cet effet en transposant le multiplicateur keynésien au commerce extérieur.